# Altmarks voetbalkampioenschap 1923/24
In 1923/24 werd het achtste Altmarks voetbalkampioenschap gespeeld, dat georganiseerd werd door de Midden-Duitse voetbalbond. Het was het eerste kampioenschap na 1919. Viktoria Stendal speelde het vorige seizoen in de competitie van Elbe. 
FC Viktoria 1909 Stendal werd kampioen en plaatste zich voor de Midden-Duitse eindronde. De club versloeg FC 1909 Salzwedel en verloor dan van Fortuna Magdeburg.
Stendaler BC fuseerde met FC Preußen 08 Stendal en veranderde zijn naam in SuS Stendal. 

## Gauliga
| Plaats | Club                        | Wed.           | W              | G              | V              | Saldo          | Ptn.           |
| ------ | --------------------------- | -------------- | -------------- | -------------- | -------------- | -------------- | -------------- |
| 1.     | FC Viktoria 1909 Stendal    | 16             | 13             | 3              | 0              | 54:4           | 29:3           |
| 2.     | TSV 1898 Wittenberge        | 16             | 12             | 1              | 3              | 52:23          | 25:7           |
| 3.     | FC Saxonia 1907 Tangermünde | 15             | 7              | 4              | 4              | 40:31          | 18:12          |
| 4.     | SuS Stendal                 | 16             | 7              | 3              | 6              | 40:34          | 17:15          |
| 5.     | FC Siegfried Wahrburg       | 16             | 6              | 3              | 7              | 43:38          | 15:17          |
| 6.     | FC Minerva 1909 Wittenberge | 15             | 6              | 2              | 7              | 31:40          | 14:16          |
| 7.     | SV 1888 Wittenberge         | 16             | 6              | 1              | 9              | 31:34          | 13:19          |
| 8.     | SV Germania Tangerhütte     | 15             | 3              | 1              | 11             | 23:55          | 7:23           |
| 9.     | VfL Gardelegen              | 15             | 0              | 2              | 13             | 10:65          | 2:28           |
| 10.    | Teutonia Osterburg          | Teruggetrokken | Teruggetrokken | Teruggetrokken | Teruggetrokken | Teruggetrokken | Teruggetrokken |

|  | Kampioen, geplaatst voor Midden-Duitse eindronde |
|  | Degradatie                                       |